# Nokere Koerse 2024
La Nokere Koerse 2024 va ser la 78a edició de la Nokere Koerse. Es disputà el 13 de març de 2024 sobre un recorregut de 188,1 km amb sortida a Deinze i arribada a Nokere. La cursa formava part de l'UCI ProSeries amb una categoria 1.Pro.
El vencedor, per tercera vegada consecutiva, fou el belga Tim Merlier (Soudal Quick-Step), que s'imposà a l'esprint a Fabio Jakobsen (Team DSM-Firmenich PostNL) i Jasper Philipsen (Alpecin-Deceuninck) segon i tercer respectivament.

## Equips
L'organització convidà a 20 equips a prendre part en aquesta edició de la Nokere Koerse.
| WorldTeams (11)- Alpecin-Deceuninck - Arkéa-B&B Hotels - Bahrain Victorious - Cofidis - Decathlon-AG2R La Mondiale - Intermarché-Wanty - Lidl-Trek - Soudal Quick-Step - Team dsm-firmenich PostNL - UAE Team Emirates - Ineos Grenadiers ProTeams (9)- Bingoal WB - Equipo Kern Pharma - Euskaltel-Euskadi - Israel-Premier Tech - Lotto Dstny - TDT-Unibet - Team Flanders-Baloise - Tudor Pro Cycling Team - Uno-X Mobility |
| |

## Classificació final
| \| Classificació general \| Classificació general \| Classificació general \| Classificació general \| Classificació general \| \| Corredor \| Corredor \| Equip \| Temps \| \| \| --------------------- \| --------------------- \| ------------------------- \| --------------------- \| --------------------- \| \| 1r \| Tim Merlier \| Soudal Quick-Step \| 4h 21' 59" \| \| \| 2n \| Fabio Jakobsen \| Team dsm-firmenich PostNL \| + 0" \| \| \| 3r \| Jasper Philipsen \| Alpecin-Deceuninck \| + 0" \| \| \| 4t \| Pascal Ackermann \| Israel-Premier Tech \| + 0" \| \| \| 5è \| Simone Consonni \| Lidl-Trek \| + 0" \| \| \| 6è \| Tom Van Asbroeck \| Israel-Premier Tech \| + 0" \| \| \| 7è \| Maikel Zijlaard \| Tudor Pro Cycling Team \| + 0" \| \| \| 8è \| Milan Menten \| Lotto Dstny \| + 0" \| \| \| 9è \| Hugo Hofstetter \| Israel-Premier Tech \| + 4" \| \| \| 10è \| Pavel Bittner \| Team dsm-firmenich PostNL \| + 4" \| \| |                  |                           |            |
| |                  |                           |            |
| Font: ProCyclingStats |                  |                           |            |
| Classificació general |                  |                           |            |
| Corredor | Corredor         | Equip                     | Temps      |
| 1r | Tim Merlier      | Soudal Quick-Step         | 4h 21' 59" |
| 2n | Fabio Jakobsen   | Team dsm-firmenich PostNL | + 0"       |
| 3r | Jasper Philipsen | Alpecin-Deceuninck        | + 0"       |
| 4t | Pascal Ackermann | Israel-Premier Tech       | + 0"       |
| 5è | Simone Consonni  | Lidl-Trek                 | + 0"       |
| 6è | Tom Van Asbroeck | Israel-Premier Tech       | + 0"       |
| 7è | Maikel Zijlaard  | Tudor Pro Cycling Team    | + 0"       |
| 8è | Milan Menten     | Lotto Dstny               | + 0"       |
| 9è | Hugo Hofstetter  | Israel-Premier Tech       | + 4"       |
| 10è | Pavel Bittner    | Team dsm-firmenich PostNL | + 4"       |

## Llista de participants
| Soudal Quick-Step SOQ | Soudal Quick-Step SOQ    | Soudal Quick-Step SOQ |
| --------------------- | ------------------------ | --------------------- |
| Núm                   | Ciclista                 | Pos                   |
| 1                     | Tim Merlier (BEL)        | 1r                    |
| 2                     | Antoine Huby (FRA)       | 76è                   |
| 3                     | Luke Lamperti (USA)      | 26è                   |
| 4                     | Ayco Bastiaens (BEL)     | 4t                    |
| 5                     | Pepijn Reinderink (NED)  | 27è                   |
| 6                     | Bert Van Lerberghe (BEL) | 28è                   |
| 7                     | Lars Vanden Heede (BEL)  | 42è                   |

| Alpecin-Deceuninck ADC | Alpecin-Deceuninck ADC | Alpecin-Deceuninck ADC |
| ---------------------- | ---------------------- | ---------------------- |
| Núm                    | Ciclista               | Pos                    |
| 11                     | Jasper Philipsen (BEL) | 3r                     |
| 12                     | Lars Boven (NED)       | 114è                   |
| 13                     | Siebe Roesems (BEL)    | 105è                   |
| 14                     | Timo Kielich (BEL)     | 49è                    |
| 15                     | Senne Leysen (BEL)     | 99è                    |
| 16                     | Oscar Riesebeek (NED)  | 78è                    |
| 17                     | Jonas Rickaert (BEL)   | 100è                   |

| Intermarché-Wanty IWA | Intermarché-Wanty IWA                | Intermarché-Wanty IWA |
| --------------------- | ------------------------------------ | --------------------- |
| Núm                   | Ciclista                             | Pos                   |
| 21                    | Gerben Thijssen (BEL)                | 88è                   |
| 22                    | Victor Hannes (BEL)                  | 61è                   |
| 23                    | Madis Mihkels (EST)                  | 85è                   |
| 24                    | Baptiste Planckaert (BEL)            | 48è                   |
| 25                    | Dries De Pooter (BEL)                | 86è                   |
| 26                    | Boy van Poppel (NED)                 | 118è                  |
| 27                    | Roel Daan van Sintmaartensdijk (NED) | 38è                   |

| Arkéa-B&B Hotels ARK | Arkéa-B&B Hotels ARK  | Arkéa-B&B Hotels ARK |
| -------------------- | --------------------- | -------------------- |
| Núm                  | Ciclista              | Pos                  |
| 31                   | Jenthe Biermans (BEL) | DNF                  |
| 32                   | Florian Dauphin (FRA) | 29è                  |
| 33                   | David Dekker (NED)    | 31è                  |
| 34                   | Giosuè Epis (ITA)     | 21è                  |
| 35                   | Daniel McLay (GBR)    | DNF                  |
| 36                   | Michel Ries (LUX)     | DNF                  |
| 37                   | Alan Riou (FRA)       | 103è                 |

| Cofidis COF | Cofidis COF                 | Cofidis COF |
| ----------- | --------------------------- | ----------- |
| Núm         | Ciclista                    | Pos         |
| 41          | Oliver Knight (GBR)         | DNF         |
| 42          | Stanisław Aniołkowski (POL) | 73è         |
| 43          | Milan Fretin (BEL)          | 84è         |
| 44          | Nolann Mahoudo (FRA)        | 98è         |
| 45          | Christophe Noppe (BEL)      | 47è         |
| 46          | Piet Allegaert (BEL)        | 12è         |
| 47          | Aimé De Gendt (BEL)         | 17è         |

| Ineos Grenadiers IGD | Ineos Grenadiers IGD | Ineos Grenadiers IGD |
| -------------------- | -------------------- | -------------------- |
| Núm                  | Ciclista             | Pos                  |
| 51                   | Elia Viviani (ITA)   | 25è                  |
| 52                   | Kim Heiduk (GER)     | DNF                  |
| 53                   | Ethan Hayter (GBR)   | 80è                  |
| 54                   | Leo Hayter (GBR)     | 101è                 |
| 55                   | Cameron Wurf (AUS)   | 115è                 |
| 56                   | Ben Swift (GBR)      | 40è                  |
| 57                   | Andrew August (USA)  | 69è                  |

| Groupama-FDJ GFC | Groupama-FDJ GFC       | Groupama-FDJ GFC |
| ---------------- | ---------------------- | ---------------- |
| Núm              | Ciclista               | Pos              |
| 61               | Stefan Küng (SUI)      | 16è              |
| 62               | Marc Sarreau (FRA)     | 94è              |
| 63               | Eddy Le Huitouze (FRA) | 60è              |
| 64               | Lewis Askey (GBR)      | 13è              |
| 65               | Enzo Paleni (FRA)      | 24è              |
| 66               | Matthew Walls (GBR)    | 102è             |
| 67               | Titouan Fontaine (FRA) | 113è             |

| Lidl-Trek LTK | Lidl-Trek LTK              | Lidl-Trek LTK |
| ------------- | -------------------------- | ------------- |
| Núm           | Ciclista                   | Pos           |
| 72            | Daan Hoole (NED)           | DNF           |
| 73            | Matteo Milan (ITA)         | 75è           |
| 74            | Simone Consonni (ITA)      | 5è            |
| 75            | Mathias Vacek (CZE) (ruta) | 23è           |
| 76            | Otto Vergaerde (BEL)       | 87è           |
| 77            | Tim Torn Teutenberg (GER)  | 39è           |

| Team dsm-firmenich PostNL DFP | Team dsm-firmenich PostNL DFP | Team dsm-firmenich PostNL DFP |
| ----------------------------- | ----------------------------- | ----------------------------- |
| Núm                           | Ciclista                      | Pos                           |
| 81                            | Fabio Jakobsen (NED)          | 2n                            |
| 82                            | Frank Aron Ragilo (EST)       | 106è                          |
| 83                            | Patrick Eddy (AUS)            | 83è                           |
| 84                            | Nils Eekhoff (NED)            | 81è                           |
| 85                            | Johan Dorussen (NED)          | 56è                           |
| 86                            | Pavel Bittner (CZE)           | 10è                           |
| 87                            | Bram Welten (NED)             | 82è                           |

| UAE Team Emirates UAD | UAE Team Emirates UAD     | UAE Team Emirates UAD |
| --------------------- | ------------------------- | --------------------- |
| Núm                   | Ciclista                  | Pos                   |
| 91                    | Tim Wellens (BEL)         | 30è                   |
| 92                    | Mikkel Bjerg (DEN)        | DNF                   |
| 93                    | Filippo Baroncini (ITA)   | 11è                   |
| 94                    | Álvaro Hodeg Chagui (COL) | 92è                   |
| 95                    | Jonathan Guatibonza (COL) | 93è                   |
| 96                    | Gibbe Staes (BEL)         | 54è                   |
| 97                    | Michael Vink (NZL)        | 72è                   |

| Lotto Dstny LTD | Lotto Dstny LTD             | Lotto Dstny LTD |
| --------------- | --------------------------- | --------------- |
| Núm             | Ciclista                    | Pos             |
| 101             | Milan Menten (BEL)          | 8è              |
| 102             | Sébastien Grignard (BEL)    | 52è             |
| 103             | Lorenz Van De Wynkele (BEL) | 18è             |
| 104             | Joshua Giddings (GBR)       | 43è             |
| 105             | Alec Segaert (BEL)          | 20è             |
| 106             | Liam Slock (BEL)            | 62è             |
| 107             | Thomas De Gendt (BEL)       | DNF             |

| Bingoal WB BWB | Bingoal WB BWB            | Bingoal WB BWB |
| -------------- | ------------------------- | -------------- |
| Núm            | Ciclista                  | Pos            |
| 111            | Dimitri Peyskens (BEL)    | 109è           |
| 112            | Jens Reynders (BEL)       | DNF            |
| 113            | Aaron Van der Beken (BEL) | 63è            |
| 114            | Joes Oosterlinck (BEL)    | 37è            |
| 115            | Nathan Vandepitte (FRA)   | 51è            |
| 116            | Jelle Vermoote (BEL)      | 91è            |
| 117            | Alexander Salby (DEN)     | DNF            |

| Team Flanders-Baloise TFB | Team Flanders-Baloise TFB | Team Flanders-Baloise TFB |
| ------------------------- | ------------------------- | ------------------------- |
| Núm                       | Ciclista                  | Pos                       |
| 121                       | Elias Maris (BEL)         | 46è                       |
| 122                       | Alex Colman (BEL)         | NP                        |
| 123                       | Jasper Dejaegher (BEL)    | DNF                       |
| 124                       | Dylan Vandenstorme (BEL)  | 64è                       |
| 125                       | Ward Vanhoof (BEL)        | 35è                       |
| 126                       | Yentl Vandevelde (BEL)    | 119è                      |
| 127                       | Victor Vercouillie (BEL)  | 117è                      |

| Euskaltel-Euskadi EUS | Euskaltel-Euskadi EUS          | Euskaltel-Euskadi EUS |
| --------------------- | ------------------------------ | --------------------- |
| Núm                   | Ciclista                       | Pos                   |
| 131                   | Jon Aberasturi Izaga (ESP)     | 32è                   |
| 132                   | Xabier Berasategi (ESP)        | 90è                   |
| 133                   | James Fouche (NZL)             | 36è                   |
| 134                   | Xabier Isasa (ESP)             | 57è                   |
| 135                   | Andoni López de Abetxuko (ESP) | 77è                   |
| 136                   | Gotzon Martín (ESP)            | DNF                   |
| 137                   | Unai Zubeldia (ESP)            | DNF                   |

| Israel-Premier Tech IPT | Israel-Premier Tech IPT   | Israel-Premier Tech IPT |
| ----------------------- | ------------------------- | ----------------------- |
| Núm                     | Ciclista                  | Pos                     |
| 141                     | Pascal Ackermann (GER)    | 4t                      |
| 142                     | Hugo Hofstetter (FRA)     | 9è                      |
| 143                     | Michael Schwarzmann (GER) | 89è                     |
| 144                     | Oded Kogut (ISR)          | DNF                     |
| 145                     | Tom Van Asbroeck (BEL)    | 6è                      |
| 146                     | Kiaan Watts (NZL)         | 55è                     |
| 147                     | Rick Zabel (GER)          | 19è                     |

| Q36.5 Pro Cycling Team Q36 | Q36.5 Pro Cycling Team Q36 | Q36.5 Pro Cycling Team Q36 |
| -------------------------- | -------------------------- | -------------------------- |
| Núm                        | Ciclista                   | Pos                        |
| 151                        | Matteo Moschetti (ITA)     | 104è                       |
| 152                        | Fabio Christen (SUI)       | 14è                        |
| 153                        | Cyrus Monk (AUS)           | 50è                        |
| 154                        | Szymon Sajnok (POL)        | 58è                        |
| 155                        | Kamil Małecki (POL)        | 53è                        |
| 156                        | Rory Townsend (IRL)        | 41è                        |
| 157                        | Travis Stedman (RSA)       | 66è                        |

| Uno-X Mobility UXM | Uno-X Mobility UXM       | Uno-X Mobility UXM |
| ------------------ | ------------------------ | ------------------ |
| Núm                | Ciclista                 | Pos                |
| 161                | Louis Bendixen (DEN)     | 96è                |
| 162                | Rasmus Tiller (NOR)      | 71è                |
| 163                | Erlend Blikra (NOR)      | 111è               |
| 164                | Tord Gudmestad (NOR)     | DNF                |
| 165                | Niklas Larsen (DEN)      | 116è               |
| 166                | William Blume Levy (DEN) | 44è                |
| 167                | Rasmus Bøgh Wallin (DEN) | 67è                |

| Tudor Pro Cycling Team TUD | Tudor Pro Cycling Team TUD     | Tudor Pro Cycling Team TUD |
| -------------------------- | ------------------------------ | -------------------------- |
| Núm                        | Ciclista                       | Pos                        |
| 171                        | Arvid de Kleijn (NED)          | NP                         |
| 172                        | Nils Brun (SUI)                | 95è                        |
| 173                        | Sebastian Kolze Changizi (DEN) | 34è                        |
| 174                        | Tom Bohli (SUI)                | DNF                        |
| 175                        | Jacob Eriksson (SWE)           | 97è                        |
| 176                        | Aivaras Mikutis (LTU)          | 107è                       |
| 177                        | Maikel Zijlaard (NED)          | 7è                         |

| TDT-Unibet TDT | TDT-Unibet TDT         | TDT-Unibet TDT |
| -------------- | ---------------------- | -------------- |
| Núm            | Ciclista               | Pos            |
| 181            | Andreas Stokbro (DEN)  | 65è            |
| 182            | Abram Stockman (BEL)   | 68è            |
| 183            | Owen Geleijn (NED)     | 70è            |
| 184            | Jelle Johannink (NED)  | 15è            |
| 185            | Tomáš Kopecký (CZE)    | 74è            |
| 186            | Nicklas Pedersen (DEN) | 45è            |
| 187            | Axel Huens (FRA)       | 59è            |

| Tarteletto-Isorex TIS | Tarteletto-Isorex TIS   | Tarteletto-Isorex TIS |
| --------------------- | ----------------------- | --------------------- |
| Núm                   | Ciclista                | Pos                   |
| 191                   | Timothy Dupont (BEL)    | 33è                   |
| 192                   | Maxime De Poorter (BEL) | 108è                  |
| 193                   | Torsten Demeyere (BEL)  | DNF                   |
| 194                   | Robbe Claeys (BEL)      | 110è                  |
| 195                   | Thomas Joseph (BEL)     | 22è                   |
| 196                   | Alex Vandenbulcke (BEL) | 120è                  |
| 197                   | Mauro Verwilt (BEL)     | 112è                  |

| Soudal Quick-Step SOQ | Soudal Quick-Step SOQ    | Soudal Quick-Step SOQ |
| --------------------- | ------------------------ | --------------------- |
| Núm                   | Ciclista                 | Pos                   |
| 1                     | Tim Merlier (BEL)        | 1r                    |
| 2                     | Antoine Huby (FRA)       | 76è                   |
| 3                     | Luke Lamperti (USA)      | 26è                   |
| 4                     | Ayco Bastiaens (BEL)     | 4t                    |
| 5                     | Pepijn Reinderink (NED)  | 27è                   |
| 6                     | Bert Van Lerberghe (BEL) | 28è                   |
| 7                     | Lars Vanden Heede (BEL)  | 42è                   |

| Alpecin-Deceuninck ADC | Alpecin-Deceuninck ADC | Alpecin-Deceuninck ADC |
| ---------------------- | ---------------------- | ---------------------- |
| Núm                    | Ciclista               | Pos                    |
| 11                     | Jasper Philipsen (BEL) | 3r                     |
| 12                     | Lars Boven (NED)       | 114è                   |
| 13                     | Siebe Roesems (BEL)    | 105è                   |
| 14                     | Timo Kielich (BEL)     | 49è                    |
| 15                     | Senne Leysen (BEL)     | 99è                    |
| 16                     | Oscar Riesebeek (NED)  | 78è                    |
| 17                     | Jonas Rickaert (BEL)   | 100è                   |

| Intermarché-Wanty IWA | Intermarché-Wanty IWA                | Intermarché-Wanty IWA |
| --------------------- | ------------------------------------ | --------------------- |
| Núm                   | Ciclista                             | Pos                   |
| 21                    | Gerben Thijssen (BEL)                | 88è                   |
| 22                    | Victor Hannes (BEL)                  | 61è                   |
| 23                    | Madis Mihkels (EST)                  | 85è                   |
| 24                    | Baptiste Planckaert (BEL)            | 48è                   |
| 25                    | Dries De Pooter (BEL)                | 86è                   |
| 26                    | Boy van Poppel (NED)                 | 118è                  |
| 27                    | Roel Daan van Sintmaartensdijk (NED) | 38è                   |

| Arkéa-B&B Hotels ARK | Arkéa-B&B Hotels ARK  | Arkéa-B&B Hotels ARK |
| -------------------- | --------------------- | -------------------- |
| Núm                  | Ciclista              | Pos                  |
| 31                   | Jenthe Biermans (BEL) | DNF                  |
| 32                   | Florian Dauphin (FRA) | 29è                  |
| 33                   | David Dekker (NED)    | 31è                  |
| 34                   | Giosuè Epis (ITA)     | 21è                  |
| 35                   | Daniel McLay (GBR)    | DNF                  |
| 36                   | Michel Ries (LUX)     | DNF                  |
| 37                   | Alan Riou (FRA)       | 103è                 |

| Cofidis COF | Cofidis COF                 | Cofidis COF |
| ----------- | --------------------------- | ----------- |
| Núm         | Ciclista                    | Pos         |
| 41          | Oliver Knight (GBR)         | DNF         |
| 42          | Stanisław Aniołkowski (POL) | 73è         |
| 43          | Milan Fretin (BEL)          | 84è         |
| 44          | Nolann Mahoudo (FRA)        | 98è         |
| 45          | Christophe Noppe (BEL)      | 47è         |
| 46          | Piet Allegaert (BEL)        | 12è         |
| 47          | Aimé De Gendt (BEL)         | 17è         |

| Ineos Grenadiers IGD | Ineos Grenadiers IGD | Ineos Grenadiers IGD |
| -------------------- | -------------------- | -------------------- |
| Núm                  | Ciclista             | Pos                  |
| 51                   | Elia Viviani (ITA)   | 25è                  |
| 52                   | Kim Heiduk (GER)     | DNF                  |
| 53                   | Ethan Hayter (GBR)   | 80è                  |
| 54                   | Leo Hayter (GBR)     | 101è                 |
| 55                   | Cameron Wurf (AUS)   | 115è                 |
| 56                   | Ben Swift (GBR)      | 40è                  |
| 57                   | Andrew August (USA)  | 69è                  |

| Groupama-FDJ GFC | Groupama-FDJ GFC       | Groupama-FDJ GFC |
| ---------------- | ---------------------- | ---------------- |
| Núm              | Ciclista               | Pos              |
| 61               | Stefan Küng (SUI)      | 16è              |
| 62               | Marc Sarreau (FRA)     | 94è              |
| 63               | Eddy Le Huitouze (FRA) | 60è              |
| 64               | Lewis Askey (GBR)      | 13è              |
| 65               | Enzo Paleni (FRA)      | 24è              |
| 66               | Matthew Walls (GBR)    | 102è             |
| 67               | Titouan Fontaine (FRA) | 113è             |

| Lidl-Trek LTK | Lidl-Trek LTK              | Lidl-Trek LTK |
| ------------- | -------------------------- | ------------- |
| Núm           | Ciclista                   | Pos           |
| 72            | Daan Hoole (NED)           | DNF           |
| 73            | Matteo Milan (ITA)         | 75è           |
| 74            | Simone Consonni (ITA)      | 5è            |
| 75            | Mathias Vacek (CZE) (ruta) | 23è           |
| 76            | Otto Vergaerde (BEL)       | 87è           |
| 77            | Tim Torn Teutenberg (GER)  | 39è           |

| Team dsm-firmenich PostNL DFP | Team dsm-firmenich PostNL DFP | Team dsm-firmenich PostNL DFP |
| ----------------------------- | ----------------------------- | ----------------------------- |
| Núm                           | Ciclista                      | Pos                           |
| 81                            | Fabio Jakobsen (NED)          | 2n                            |
| 82                            | Frank Aron Ragilo (EST)       | 106è                          |
| 83                            | Patrick Eddy (AUS)            | 83è                           |
| 84                            | Nils Eekhoff (NED)            | 81è                           |
| 85                            | Johan Dorussen (NED)          | 56è                           |
| 86                            | Pavel Bittner (CZE)           | 10è                           |
| 87                            | Bram Welten (NED)             | 82è                           |

| UAE Team Emirates UAD | UAE Team Emirates UAD     | UAE Team Emirates UAD |
| --------------------- | ------------------------- | --------------------- |
| Núm                   | Ciclista                  | Pos                   |
| 91                    | Tim Wellens (BEL)         | 30è                   |
| 92                    | Mikkel Bjerg (DEN)        | DNF                   |
| 93                    | Filippo Baroncini (ITA)   | 11è                   |
| 94                    | Álvaro Hodeg Chagui (COL) | 92è                   |
| 95                    | Jonathan Guatibonza (COL) | 93è                   |
| 96                    | Gibbe Staes (BEL)         | 54è                   |
| 97                    | Michael Vink (NZL)        | 72è                   |

| Lotto Dstny LTD | Lotto Dstny LTD             | Lotto Dstny LTD |
| --------------- | --------------------------- | --------------- |
| Núm             | Ciclista                    | Pos             |
| 101             | Milan Menten (BEL)          | 8è              |
| 102             | Sébastien Grignard (BEL)    | 52è             |
| 103             | Lorenz Van De Wynkele (BEL) | 18è             |
| 104             | Joshua Giddings (GBR)       | 43è             |
| 105             | Alec Segaert (BEL)          | 20è             |
| 106             | Liam Slock (BEL)            | 62è             |
| 107             | Thomas De Gendt (BEL)       | DNF             |

| Bingoal WB BWB | Bingoal WB BWB            | Bingoal WB BWB |
| -------------- | ------------------------- | -------------- |
| Núm            | Ciclista                  | Pos            |
| 111            | Dimitri Peyskens (BEL)    | 109è           |
| 112            | Jens Reynders (BEL)       | DNF            |
| 113            | Aaron Van der Beken (BEL) | 63è            |
| 114            | Joes Oosterlinck (BEL)    | 37è            |
| 115            | Nathan Vandepitte (FRA)   | 51è            |
| 116            | Jelle Vermoote (BEL)      | 91è            |
| 117            | Alexander Salby (DEN)     | DNF            |

| Team Flanders-Baloise TFB | Team Flanders-Baloise TFB | Team Flanders-Baloise TFB |
| ------------------------- | ------------------------- | ------------------------- |
| Núm                       | Ciclista                  | Pos                       |
| 121                       | Elias Maris (BEL)         | 46è                       |
| 122                       | Alex Colman (BEL)         | NP                        |
| 123                       | Jasper Dejaegher (BEL)    | DNF                       |
| 124                       | Dylan Vandenstorme (BEL)  | 64è                       |
| 125                       | Ward Vanhoof (BEL)        | 35è                       |
| 126                       | Yentl Vandevelde (BEL)    | 119è                      |
| 127                       | Victor Vercouillie (BEL)  | 117è                      |

| Euskaltel-Euskadi EUS | Euskaltel-Euskadi EUS          | Euskaltel-Euskadi EUS |
| --------------------- | ------------------------------ | --------------------- |
| Núm                   | Ciclista                       | Pos                   |
| 131                   | Jon Aberasturi Izaga (ESP)     | 32è                   |
| 132                   | Xabier Berasategi (ESP)        | 90è                   |
| 133                   | James Fouche (NZL)             | 36è                   |
| 134                   | Xabier Isasa (ESP)             | 57è                   |
| 135                   | Andoni López de Abetxuko (ESP) | 77è                   |
| 136                   | Gotzon Martín (ESP)            | DNF                   |
| 137                   | Unai Zubeldia (ESP)            | DNF                   |

| Israel-Premier Tech IPT | Israel-Premier Tech IPT   | Israel-Premier Tech IPT |
| ----------------------- | ------------------------- | ----------------------- |
| Núm                     | Ciclista                  | Pos                     |
| 141                     | Pascal Ackermann (GER)    | 4t                      |
| 142                     | Hugo Hofstetter (FRA)     | 9è                      |
| 143                     | Michael Schwarzmann (GER) | 89è                     |
| 144                     | Oded Kogut (ISR)          | DNF                     |
| 145                     | Tom Van Asbroeck (BEL)    | 6è                      |
| 146                     | Kiaan Watts (NZL)         | 55è                     |
| 147                     | Rick Zabel (GER)          | 19è                     |

| Q36.5 Pro Cycling Team Q36 | Q36.5 Pro Cycling Team Q36 | Q36.5 Pro Cycling Team Q36 |
| -------------------------- | -------------------------- | -------------------------- |
| Núm                        | Ciclista                   | Pos                        |
| 151                        | Matteo Moschetti (ITA)     | 104è                       |
| 152                        | Fabio Christen (SUI)       | 14è                        |
| 153                        | Cyrus Monk (AUS)           | 50è                        |
| 154                        | Szymon Sajnok (POL)        | 58è                        |
| 155                        | Kamil Małecki (POL)        | 53è                        |
| 156                        | Rory Townsend (IRL)        | 41è                        |
| 157                        | Travis Stedman (RSA)       | 66è                        |

| Uno-X Mobility UXM | Uno-X Mobility UXM       | Uno-X Mobility UXM |
| ------------------ | ------------------------ | ------------------ |
| Núm                | Ciclista                 | Pos                |
| 161                | Louis Bendixen (DEN)     | 96è                |
| 162                | Rasmus Tiller (NOR)      | 71è                |
| 163                | Erlend Blikra (NOR)      | 111è               |
| 164                | Tord Gudmestad (NOR)     | DNF                |
| 165                | Niklas Larsen (DEN)      | 116è               |
| 166                | William Blume Levy (DEN) | 44è                |
| 167                | Rasmus Bøgh Wallin (DEN) | 67è                |

| Tudor Pro Cycling Team TUD | Tudor Pro Cycling Team TUD     | Tudor Pro Cycling Team TUD |
| -------------------------- | ------------------------------ | -------------------------- |
| Núm                        | Ciclista                       | Pos                        |
| 171                        | Arvid de Kleijn (NED)          | NP                         |
| 172                        | Nils Brun (SUI)                | 95è                        |
| 173                        | Sebastian Kolze Changizi (DEN) | 34è                        |
| 174                        | Tom Bohli (SUI)                | DNF                        |
| 175                        | Jacob Eriksson (SWE)           | 97è                        |
| 176                        | Aivaras Mikutis (LTU)          | 107è                       |
| 177                        | Maikel Zijlaard (NED)          | 7è                         |

| TDT-Unibet TDT | TDT-Unibet TDT         | TDT-Unibet TDT |
| -------------- | ---------------------- | -------------- |
| Núm            | Ciclista               | Pos            |
| 181            | Andreas Stokbro (DEN)  | 65è            |
| 182            | Abram Stockman (BEL)   | 68è            |
| 183            | Owen Geleijn (NED)     | 70è            |
| 184            | Jelle Johannink (NED)  | 15è            |
| 185            | Tomáš Kopecký (CZE)    | 74è            |
| 186            | Nicklas Pedersen (DEN) | 45è            |
| 187            | Axel Huens (FRA)       | 59è            |

| Tarteletto-Isorex TIS | Tarteletto-Isorex TIS   | Tarteletto-Isorex TIS |
| --------------------- | ----------------------- | --------------------- |
| Núm                   | Ciclista                | Pos                   |
| 191                   | Timothy Dupont (BEL)    | 33è                   |
| 192                   | Maxime De Poorter (BEL) | 108è                  |
| 193                   | Torsten Demeyere (BEL)  | DNF                   |
| 194                   | Robbe Claeys (BEL)      | 110è                  |
| 195                   | Thomas Joseph (BEL)     | 22è                   |
| 196                   | Alex Vandenbulcke (BEL) | 120è                  |
| 197                   | Mauro Verwilt (BEL)     | 112è                  |